# 무송 윤씨
무송 윤씨(茂松 尹氏)는 전북특별자치도 고창군을 관향으로 하는 한국의 성씨이다.

## 연원
무송윤씨(茂松尹氏)는 상고시대(上古時代)에 소호금천씨(小皥金天氏) 차비(次妃)의 아들 반(般)이 궁정(弓正)이 되어 왕(王)으로부터 옹주(雍州)의 윤성(尹城)에 봉해져 윤씨(尹氏)로 성(姓)을 갖게 되었다.
그 후 중국(中國)의 송조말엽(宋朝末葉)인 오계시대(五李時代)에 후손인 태학사(太學士) 윤경(尹鏡)이 오계(五季)의 난을 피하여 동쪽으로 들어와 하남도 무송현 원송면 삼태동(河南道 茂松縣 元松面 三台洞)에 들어와 살았으므로 자손이 이로 인하여 무장(茂松)의 관향(貫鄕)을 삼았다. 그러나 후계(後繼)가 실전 되었다.

## 역사
무송 윤씨(茂松尹氏) 시조 윤양비(尹良庇)는 고려 예종 때 현리(縣吏)로서 등과하여 보승낭장(保勝郎將)과 호장동정(戶長同正)을 지냈다. 윤양비의 묘는 전라북도 고창군 대산면에 있다. 아들들이 대사성(大司成)을 지낸 윤해(尹諧)와 장령(掌令)을 지낸 윤의(尹誼)로 고려(高麗)에 이르러 출세했다.
무송 윤씨는 조선시대 문과 급제자 17명을 배출하였다.

## 본관
무송(茂松)은 전북특별자치도 고창군 무장면에 있던 옛 행정구역명이다. 무장면은 무송과 장사(長沙)가 합쳐진 이름이다. 백제 때에는 송미지현(松彌知縣)과 상로현(上老縣)이었고, 757년(신라 경덕왕 16)에 무송과 장사현으로 개명하였으며, 1417년(태종 17)에 두 현을 통합하여 무장현(茂長縣)으로 개편하였다. 1906년에 전라북도로 소속되었고, 1914년 군면 폐합으로 무장군이 폐지되고 무장면으로 축소되어 고창군에 편입되었다.

## 분파
- 대사성공파(大司成公派) : 윤해(尹諧)
- 장령공파(掌令公派) : 윤의(尹誼)

## 인물
- 윤택(澤, 1289년 ~ 1370년) : 윤비의 증손. 고려 때 정당문학, 첨의찬성사를 지냈다.
- 윤소종(尹紹宗, 1345년 ~ 1393년) : 윤택의 손자. 1360년(고려 공민왕 9) 성균시에 합격했고, 춘추수찬(春秋修撰)을 배수받았다. 1379년(고려 우왕 5) 전교시승(典校寺丞)·전의부령(典儀副令)·예문응교를 지내고, 1386년 성균사예로 기용되었으며, 조선이 개창되자 병조전서(兵曹典書)로 회군공신 3등에 책록되었다.
- 윤회(尹淮, 1380년 ~ 1436년) : 윤소중의 아들. 1401년(태종 1) 증광문과에 을과로 급제한 뒤 좌정언, 이조 · 병조 좌랑 등을 역임하고, 1417년에는 승정원의 대언(代言)이 되어 왕을 보좌하였다. 이때에 태종은 그의 학문과 재질을 높이 평가하여, 병조참의로 승진시켰다. 1420년(세종 2)에 집현전이 설치되자 1422년에 부제학으로 발탁되었다. 그 뒤로 한때 동지우군총제(同知右軍摠制)에 임명된 적도 있었지만, 주로 예문관제학 · 대제학과 같은 문한직(文翰職)을 역임하였다.
- 윤자운(尹子雲, 1416년 ~ 1478년) : 윤회의 손자. 1469년 우의정, 이듬해 영의정으로 승진하였다. 성종이 즉위하자 좌리공신(佐理功臣)으로 무송부원군 겸 예조판서(茂松府院君兼禮曹判書)에 봉해졌다.
- 윤형(尹泂, 1549년 ~ 1614년) : 윤자운의 5세손. 1586년 별시 문과에 병과로 급제하여 공조판서·호조판서·판중추부사·판의금부사·경기감사 등을 지내고, 1611년 광국공신(光國功臣) 2등으로 무성부원군(茂城府院君)에 봉해졌다. 시호는 충정(忠靖)이다.
- 윤세주(尹世胄, 1901년 ~ 1942년) : 독립운동가
- 윤석헌(尹碩憲, 1948년 ~ ) : 제13대 금융감독원장
- 윤영선(尹永善, 1956년 ~ ) : 제24대 관세청장

## 항렬
| 세(世) | 24세   | 25세   | 26세   | 27세   | 28세   | 29세   | 30세   | 31세   | 32세   | 33세   | 34세   | 35세   | 36세   | 37세   | 38세   |
| ------ | ------ | ------ | ------ | ------ | ------ | ------ | ------ | ------ | ------ | ------ | ------ | ------ | ------ | ------ | ------ |
| 항렬자 | 헌(憲) | 세(世) | 선(善) | 태(泰) | 상(相) | 희(熙) | 재(在) | 석(錫) | 영(泳) | 동(東) | 섭(燮) | 규(圭) | 회(會) | 영(永) | 식(植) |

## 인구
- 1985년 2,470가구, 10,320명
- 2000년 4,119가구, 13,384명
- 2015년 14,572명

## 조선 왕실과의 인척관계
- 순회세자(명종의 장남)정비 공회빈 윤씨
- 혜령군(태종의 서자)정비 낙안군부인 무송 윤씨